# Watang
Watang (kinesiska: 瓦塘乡, 瓦塘) är en socken i Kina. Den ligger i den autonoma regionen Guangxi, i den södra delen av landet, omkring 140 kilometer öster om regionhuvudstaden Nanning. Antalet invånare är 36096. Befolkningen består av 17 826 kvinnor och 18 270 män. Barn under 15 år utgör 30 %, vuxna 15-64 år 55 %, och äldre över 65 år 13,0 %.
Genomsnittlig årsnederbörd är 2 256 millimeter. Den regnigaste månaden är juli, med i genomsnitt 350 mm nederbörd, och den torraste är februari, med 47 mm nederbörd.